# Faunisztika
A faunisztika valamely földrajztudományilag jól körülhatárolható térség vagy terület faunájának vizsgálata, az adott területen megtalálható állatfajok kettős nevű (binominális – bi = kettő, kettős; nomen, -inis = név, elnevezés) nevezéktanban szereplő latin nevei listájának – faunalista – elkészítése céljából.
Ezen lista összeállítása az ún. „valóságos’’ fauna feltérképezésére szolgál, mely azon szűkebb fajlistát jelenti, mely listán szereplő fajok előfordulása bizonyítható pontosan meghatározott (fajszintű taxonómiai meghatározás) gyűjtési adatokkal (vagyis a listán szereplő fajok legalább egy példányát a területről begyűjtötték, gyűjteménytárban elhelyezték, és „kilétét” azonosították).
Faunisztikai vizsgálatok alatt értik továbbá mindazon vizsgálatokat, melyek valamely földrajzi területre koncentrálva, az adott területen megtalálható fajok populációinak változásait, elterjedésüket, gyakoriságukat stb. vizsgálják.

## Lásd még
- Ökológia